# 墓じまい

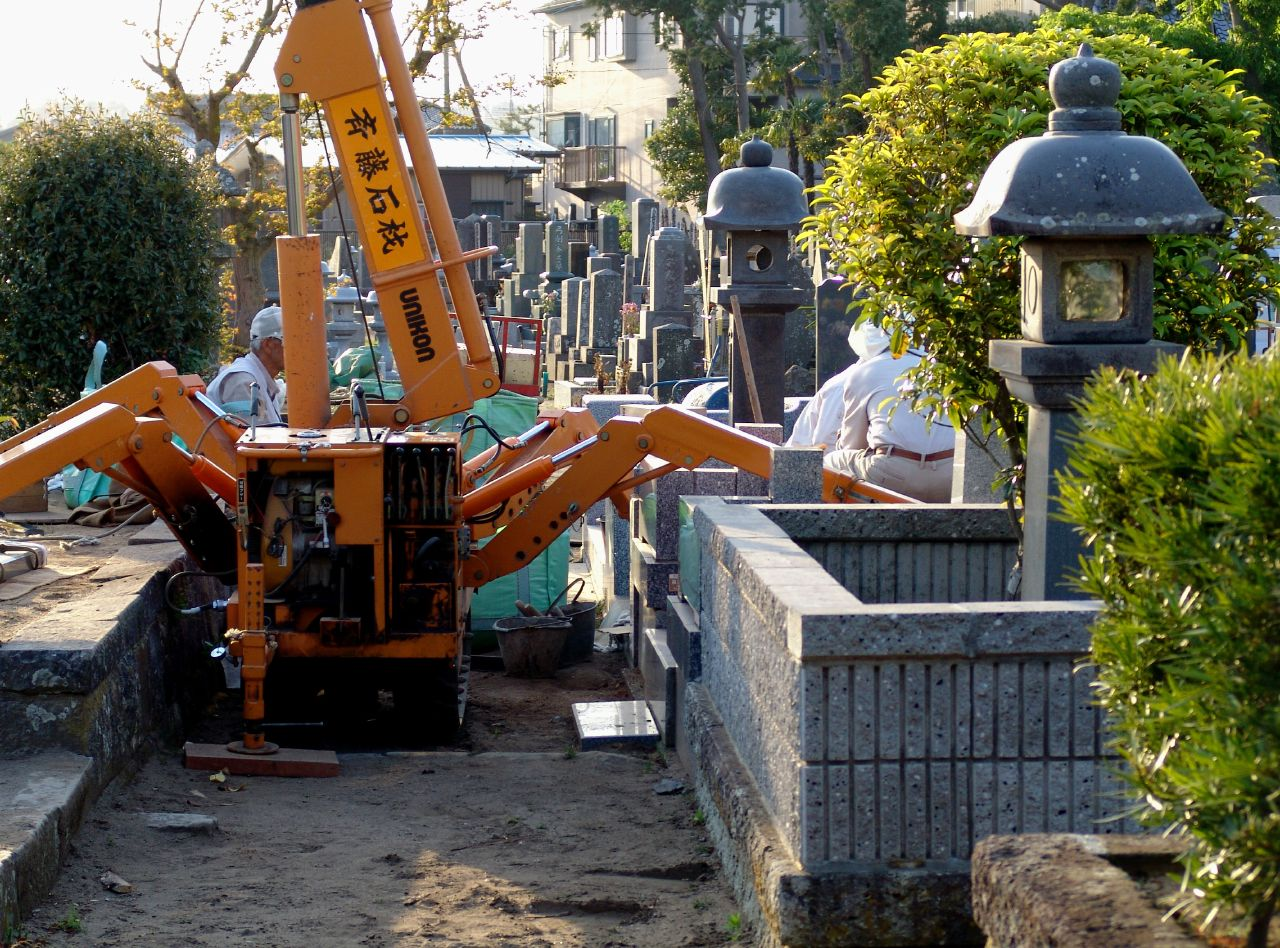
墓じまい作業の様子

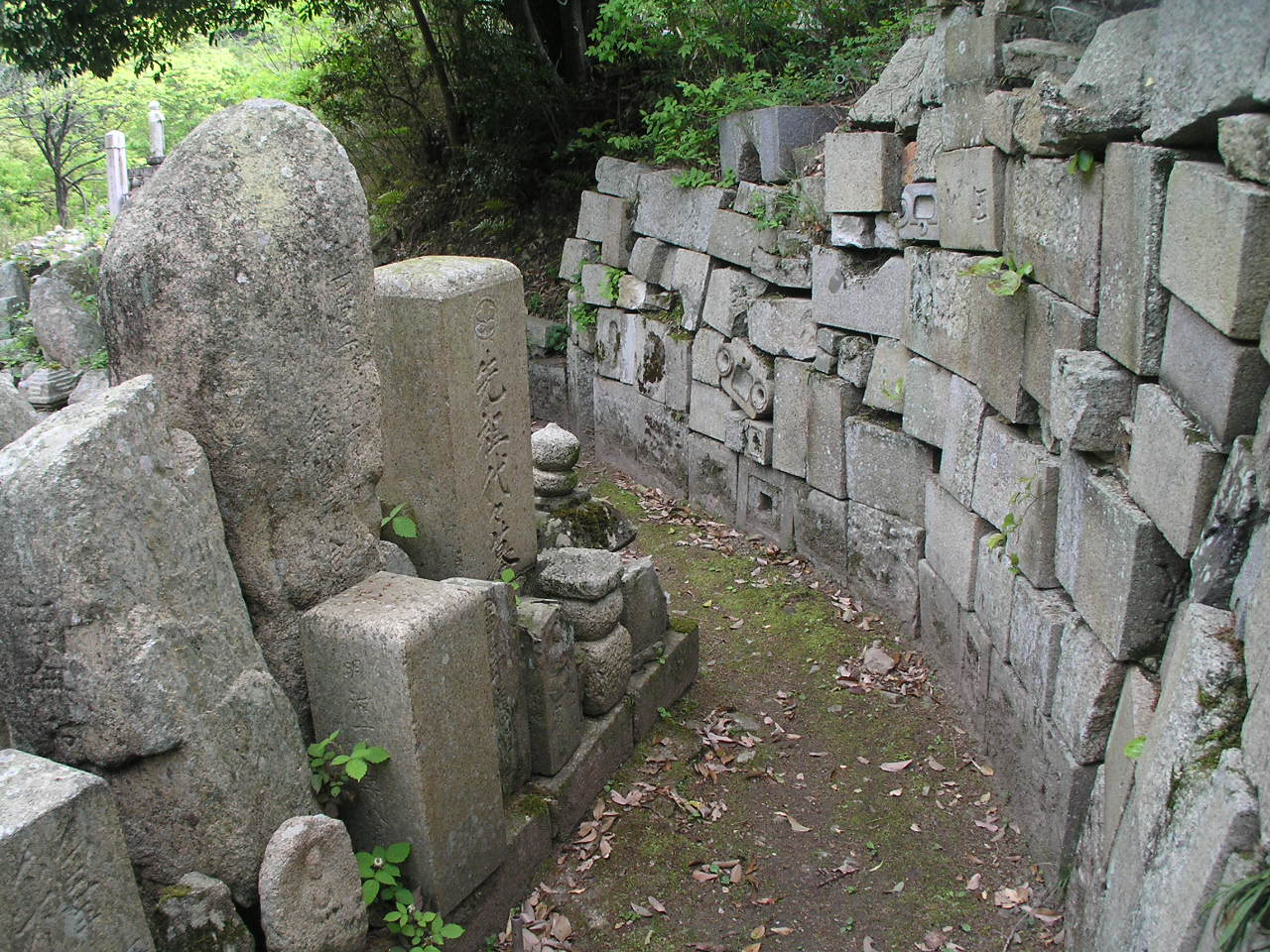
積み上げられた魂抜き済の墓石

墓じまい（はかじまい）は、日本の墓において、墓所や墓石を撤去、処分すること。改葬の1部分。

## 概要
現時点で使用している墓石を魂抜きをして、その場所から撤去し、安置所に安置したり、場合によっては破砕して再生処分することである。
墓所に埋葬されている遺体や遺骨は、別途並行して合葬墓や納骨堂への改葬や散骨等の移動手続きが必要となる。

### 背景
第二次世界大戦後に地方から都市へ移転した世帯が、世代を超えて現地に定着し、祖父母の故郷の墓所へのお参りが億劫になった、或いは少子化や独り身世帯の増加で後継者がいなくなるとの理由があげられる。
また、樹木葬や散骨など、自分らしい埋葬を実施するための準備として墓じまいが行われるケースもあり、終活の一環として行われる。

## 手順
厳密な墓じまいは、墓石の処分なので、
1. 石材業者に撤去作業の見積もりを依頼し、
2. 宗教者に魂抜きの儀式を依頼して墓石から魂を抜き、
3. 石材業者に撤去作業を実施してもらうだけである。

マスメディアや終活業者の言う墓じまいは、厳密には墓石の処分以外に遺体・遺骨の移転作業や墓地利用契約解消手続き（寺院の境内墓地の場合は離檀手続き）を伴う改葬であり、「墓地、埋葬等に関する法律」に則った手続きが必要である。
実施に当たって必要なのは、上記の石材業者への撤去作業の依頼のほか、
1. 実施希望者・担当者以外の18歳以上3親等の親族・親戚の同意（書面に署名・捺印で）、
2. 埋葬されているお骨の新たな移転先（家墓・合葬墓・納骨堂等の管理者）の「受入証明書」（或いは契約書の写し。手元供養や散骨にする場合は不要）、
3. 現在のお墓のある墓地管理者（寺院や区長等）からのお骨1柱ずつの「埋蔵証明書」、
4. 現在のお墓のある地方自治体からのお骨1柱ずつの「改葬許可証」[1][2]

が必要である。

## 注意点
親族・親戚トラブル
現時点のお墓に埋葬されている故人の、実施者以外の親族・親戚に予め同意をとらない場合、裁判沙汰になって、結局撤去したお墓を作り直す羽目になったケースもある。
墓じまい代行業者と弁護士法72条
石材業者や葬祭業者、散骨業者、行政書士が、「お寺から高額な離檀料を請求されるので、墓じまいを代行します」と宣伝して集客しているが、「弁護士法」第72条「非弁行為」に基づき、寺院との（離檀料等の）交渉の代理は弁護士しか出来ないため、代行契約には十分な注意が必要である。また、寺院によっては契約石材業者しか境内墓地への立ち入りを認めていないため、最初から寺院の契約石材業者に工事を依頼した方が無難なケースもある。
離檀料の実態
お寺から法外な離檀料を要求されるケースがあると、国民生活センターや墓じまい代行業者、マスメディアが喧伝しているが、石材業者へ支払う墓地撤去費用や合葬墓の契約費用（そこのお寺に納骨する場合）を離檀料と勘違いしているケースが見受けられる。撤去費用や墓地閉眼供養料、合葬墓（納骨堂）契約料を除いた純粋な離檀料がいくらで、年間の改葬件数のうち何件が高額なケースなのか、どこも公表していないのが実態である。なお、離檀料は、墓地利用契約に明記されていなければ法的な根拠はないが、未納の年会費、護持会費、墓地管理料等の5年分を、住み込みかつ年中無休で墓地管理業務を行っている寺院職員への今までの御礼として納めるのが、最高裁判所の別荘管理不当利得判例からも妥当とされる。

## 統計
墓じまいに関する統計として、厚生労働省の「衛生行政報告例」>「第4章 生活衛生」>「第6表　埋葬及び火葬の死体・死胎数並びに改葬数，都道府県－指定都市－中核市（再掲）別」にて、年間の埋葬数、火葬数、改葬数（無縁墓改葬数を含む）が報告されている。なお、単位は霊であり、墓ではない。
1997年度の改葬件数（69,862霊、うち無縁2,732霊）と2022年度の改葬件数（151,076霊、うち無縁3,414霊）を比較すると、四半世紀で2.2倍増えている。
この統計では都道府県や政令指定都市別の集計もしており、毎年、都市部や北海道での改葬数が多い。
なお、マスメディアは、この改葬統計について、骨数の集計であるにも関わらず、墓数の集計と意図的に改竄して報道している例が多数見られる。

## 批判
家墓から樹木葬・ビル型納骨堂・散骨への改葬ビジネス
葬祭系Youtuberの佐藤信顕は「墓じまいの95％はお墓の引っ越し（改葬）」、「墓じまいを唆して不安商法であおることで金銭スキームが発生している」「基本的に不安商法で墓じまいの必要のない人にまで墓じまいをさせて、納骨堂や樹木葬という小型墓を販売するという墓地開発ビジネス」と批判している。